# Polana (słochyńska silska rada)
Polana (ukr. Поляна) – wieś w rejonie samborskim (do 22020 w rejonie starosamborskim) obwodu lwowskiego Ukrainy. Wieś liczy około 360 mieszkańców. Podlega słochyńskiej silskiej radzie.

## Ważniejsze obiekty
- Cerkiew św. Mikołaja w Polanie